# Фалькович, Анатолий Соломонович
Анатолий Соломонович Фалькович (4 октября 1923, Баку — 1 ноября 1994, Хайфа, Израиль) — советский актёр театра и кино, народный артист Азербайджанской ССР (1972).

## Биография
Родился 4 октября 1923 года в Баку.
В 1943 году окончил Бакинское театральное училище. Служил с небольшими перерывами в Русском драматическом театре им. С. Вургуна в Баку (1941—1942, 1945—1968, с 1970) и в Ростовском театре имени М. Горького в Ростове-на-Дону (1968—1970).
Прославился как один из основных исполнителей роли Дзержинского в историко-революционных фильмах 1960—1970-х годов.
Скончался 1 ноября 1994 года в Хайфе прямо на сцене во время гастролей в Израиле. Похоронен в Баку.

## Фильмография
1. 1958 — На дальних берегах — патрульный
2. 1960 — Маттео Фальконе — сержант Гамба
3. 1960 — Наследники — дон Ромеро
4. 1963 — Секретарь обкома — Игорь Владимирович Владычин, секретарь райкома
5. 1964 — Волшебный халат — Ио-Кио
6. 1965 — Чрезвычайное поручение — Феликс Дзержинский
7. 1967 — Войди в мой дом
8. 1968 — Крах — Феликс Дзержинский
9. 1969 — Почтовый роман — Феликс Дзержинский
10. 1970 — Карл Либкнехт — Феликс Дзержинский
11. 1970 — Кремлёвские куранты — Феликс Дзержинский
12. 1970 — Расплата
13. 1971 — Звёзды не гаснут — Феликс Дзержинский
14. 1972 — Петерс — Феликс Дзержинский
15. 1973 — Опасной морской дорогой (к/м) — английский офицер
16. 1973 — Последний подвиг Камо — Феликс Дзержинский
17. 1974 — Мститель из Гянджабасара — Скотт
18. 1974 — Моя судьба — Феликс Дзержинский
19. 1979 — Прерванная серенада — Николай

## Признание и награды
- Орден Дружбы народов (7 августа 1981).
- Медаль «За трудовое отличие» (9 июня 1959).
- Лауреат Государственной премии Азербайджанской ССР (1972, за роль в театральном спектакле)[2]
- Народный артист Азербайджанской ССР (1972).
- Заслуженный артист Азербайджанской ССР (1960).